# Федерация футбола Таджикистана
Федерация Футбола Таджикистана (тадж. Федератсияи футболи Тоҷикистон) — организация, целями которой является развитие и популяризация футбола в Таджикистане. Занимается организацией и проведением спортивных мероприятий по футболу во всех его разновидностях на национальном уровне осуществляющая контроль и управление (Чемпионат Таджикистана по футболу, Кубок Таджикистана по футболу, Суперкубок Таджикистана по футболу, Кубок Федерации футбола Таджикистана и др.).

## Предыстория
Федерация была основана в 1936 году в тогдашнем Таджикской ССР в качестве отдела к Федерации футбола СССР. Через год, в 1937 году, был проведен первый чемпионат Таджикской ССР по футболу. В данном соревновании изъявило желание участвовать около двадцати клубов со всех регионов страны. Согласно регламенту первого первенства, предварительный этап проводился по трем территориальным зонам, победители которых выходили в финальную часть. Сильнейшая в то время команда страны «сталинабадское Динамо», была освобождена от предварительных игр и автоматический подключалась к финалистам. 30 октября 1937 года, на стадионе «Динамо» прошли решающие матчи между командами «Динамо» и «Спартак», которые представляли столицу, а также команда «Спартак» из Ура-тюбе (ныне Истаравшан) и «Динамо» Кировабад (ныне Пяндж). Скоротечный турнир прошел с явным преимуществом хозяев, которые поочередно и уверенно переиграв всех соперников, стали первыми чемпионами Таджикской ССР по футболу. Второе место, досталось уратюбинскому «Спартаку». Динамовцы из Киравабада довольствовались бронзой первенства. Таким образом, с этого периода берет своё начало возрождение футбола и деятельность Федерации футбола в стране.
После обретения независимости Таджикистана, федерация была возрождена 25 декабря 1991 года, как общественная организация «Федерация Футбола Таджикистана»(№ 064). В 1994 году, была принята в ФИФА и в Азиатскую конфедерацию футбола, как представитель суверенного государства.

## Руководители Федерации Футбола Таджикистана
| Период     | Руководство                   |
| ---------- | ----------------------------- |
| 1960—1968  | Ахмедов Нишон Саидович        |
| 1969—1977  | Махмуд Хамиджанович Абиджанов |
| 1978—1983  | Минель Иосифович Левин        |
| 1983—1992  | Наримон Холович Якубов        |
| 1992—1995  | Мирзо(Ахмаджон) Мамаджанов    |
| 1995—2002  | Худжа Каримов                 |
| 2002—2011  | Сухроб Абдулхакович Касымов   |
| 2012—н. в. | Рустами Эмомали               |

## Руководство Федерации футбола Таджикистана на 01.01.2021
Главой Федерации футбола Таджикистана, является президент. 5 января 2012 года на пост президента ФФТ, единогласным решением был избран Рустами Эмомали. А 16 декабря 2020 года, переизбран на новый срок.
| Должность                  | Имя                           |
| -------------------------- | ----------------------------- |
| Президент                  | Рустами Эмомали               |
| Первый вице-президент      | Мирзо Хуршед Файзуллозода     |
| Вице-президент             | Джуразода Дильшод             |
| Генеральный секретарь      | Ахмеджанов Фуркат             |
| Технический директор       | Салохиддин Исмоилович Гафуров |
| Пресс-атташе               | Фаридун Хикматович Салиев     |
| Руководитель администрации | Шавкат Азамович Ахмедов       |

## Подведомственные отделения
Федерация футбола Таджикистана имеет 6 региональных федерации футбола по стране, которые являются юридическими общественными организациями, также зарегистрированными в Министерстве Юстиции РТ:
- Федерация футбола Хатлонской области, председатель Хакимзода Курбон[13],
- Федерация футбола Согдийской области, председатель Ахмадзода Раджаббой[14],
- Федерация футбола Горно Бадахшанской автономной области, председатель Аноятшоев Аноятшо[15],
- Федерация футбола Кулябского региона, председатель Гафурзода Мусо[16],
- Федерация футбола Раштского региона, председатель Дустзода Хасан[17],
- Федерация футбола города Душанбе, председатель Мирзоев Анваршо[18],

## Сборные
- Национальная сборная Таджикистана
- Олимпийская сборная Таджикистана
- Молодёжная сборная Таджикистана (до 23 лет)
- Молодёжная сборная Таджикистана (до 19 лет)
- Юношеская сборная Таджикистана
- Женская национальная сборная Таджикистана
- Женская молодежная сборная Таджикистана
- Женская юниорская сборная Таджикистана
- Национальная сборная Таджикистана по футзалу
- Молодежная сборная по футзалу
- Женская национальная сборная по футзалу

## Достижения национальных сборных команд Таджикистана

### Молодёжная сборная
- Чемпион Молодёжный чемпионат СССР — «Переправа» (1980, 1983)[19]
- Победитель Турнира «Четырёх наций» (Катар, 2019)[20]

### Национальная сборная
- Чемпион Кубка вызова АФК (2006)[21]
- Вице-чемпион Кубка вызова АФК (2008)[21]
- Бронзовый призёр Кубка вызова АФК (2010)
- Серебряный призёр Bangabandhu Gold Cup (Бангладеш, 2018)
- Серебряный призёр Hero Intercontinental Cup (Индия, 2019)
- Бронзовый призёр Navruz Cup (Узбекистан, 2022)[22]
- Чемпион Kings Cup (Таиланд, 2022)[23]

### Юношеская сборная U-19
- Участник чемпионата Азии (Индия, 2006)
- Участник чемпионата Азии (Саудовская Аравия, 2008)
- 1/4 чемпионата Азии (Бахрейн, 2016)
- 1/4 чемпионата Азии (Индонезия, 2018)
- Вице-чемпион CAFA (Таджикистан, 2019)
- Чемпионат Азии (Узбекистан, 2020)

### Юношеская сборная U-17
- Бронзовый призёр чемпионата Азии (Сингапур, 2006)
- 1/4 чемпионата Мира (Корея, 2007)
- Участник чемпионата Азии (Узбекистан, 2010)
- Серебряный призёр Кубок Шёлкового Пути (Хуашань, 2016)
- Серебряный призёр Кубок Президента Казахстана (Казахстан, 2016)
- Вице-чемпион чемпионата Азии (Малайзия, 2018)[24]
- Бронзовый призёр CAFA (Узбекистан, 2018)
- Бронзовый призёр Кубок Президента Казахстана (Казахстан, 2018)
- Победитель Кубок акима Астаны (Казахстан, 2018)[25]
- Чемпион CAFA (Таджикистан, 2019)[26]
- Серебряный призёр Кубок Президента Казахстана (Казахстан, 2019)[27]
- Бронзовый призёр Кубок развития УЕФА (Албания, 2019)[28]
- Участник чемпионата Мира (Бразилия, 2019)
- Серебряный призёр Кубок Развития (Беларусь, 2020)[29]
- Чемпион Кубок Развития (Беларусь, 2021)[30]
- Чемпионат Азии (Бахрейн, 2020)

### Юношеская сборная U-15
- Бронзовый призёр CAFA (Узбекистан, 2018)

### Женская национальная сборная
- Бронзовый призёр CAFA (Узбекистан, 2018)

### Женская сборная U-15
- Бронзовый призёр CAFA (Таджикистан, 2017)
- Бронзовый призёр CAFA (Таджикистан, 2019)

## Достижения на клубном уровне
- «Динамо», Сталинабад — Кубок Средней Азии (1939)
- «Динамо», Сталинабад — Зональный чемпионат Средней Азии (1947)
- «Динамо», Сталинабад — Кубок ЦС "Динамо" (1949)[31]
- «Динамо», Сталинабад — Спартакиада народов средней Азии и Казахстана (1950)[31]
- «Трудовые резервы», Душанбе — Первенство СССР среди команд Центрального Совета «Трудовые Резервы (1975)
- «Авиатор», Душанбе — Кожаный мяч (1983)
- «Памир», Душанбе — Чемпионат СССР по футболу(первая лига) (1979)
- «Памир», Душанбе — Чемпионат СССР по футболу(первая лига) (1988)
- «Регар-ТадАЗ», Турсунзаде — Кубок президента АФК (2005)
- «Вахш», Кургантюбе — Кубок президента АФК (2006)
- «Регар-ТадАЗ», Турсунзаде — Кубок президента АФК (2008)
- «Регар-ТадАЗ», Турсунзаде — Кубок президента АФК (2009)
- «Истиклол», Душанбе — Кубок президента АФК (2012)
- «Истиклол», Душанбе — Кубок АФК (2015)
- «Истиклол», Душанбе — Кубок АФК (2017)
- «Орзу-2026», Душанбе — Кубок Евразия (Москва, 2019)